# Circonscription de la Phthiotide
La circonscription de la Phthiotide (en grec Εκλογική περιφέρεια Φθιώτιδας) est une circonscription législative de la Grèce. Elle correspond au territoire du nome de Phthiotide. Elle compte 150 819 électeurs inscrits en janvier 2015.

Situation de la circonscription de la Phthiotide

## Élections législatives de mai 2012

### Résultats
La circonscription de la Phthiotide élit cinq députés en mai 2012. Les élections ont lieu au scrutin proportionnel plurinominal avec prime majoritaire et un seuil de représentation de 3 % des suffrages exprimés au niveau national.
107 692 électeurs se sont exprimés sur 153 612 inscrits, soit un taux de participation de 70,11 %. Parmi les vingt-quatre listes candidates, cinq listes obtiennent chacune un siège dans la circonscription.
| Rang | Liste                              | Nombre de voix | Pourcentage des voix | Nombre de sièges |
| ---- | ---------------------------------- | -------------- | -------------------- | ---------------- |
| 1    | Nouvelle Démocratie                | +25 868,       | 24,57 %              | 1                |
| 2    | SYRIZA                             | +16 685,       | 15,85 %              | 1                |
| 3    | Mouvement socialiste panhellénique | +15 633,       | 14,85 %              | 1                |
| 4    | Grecs indépendants                 | +11 359,       | 10,79 %              | 1                |
| 5    | Aube dorée                         | +07 691,       | 7,31 %               | 1                |
| 6    | Parti communiste de Grèce          | +06 818,       | 6,48 %               | 0                |
| 7    | Gauche démocrate                   | +04 990,       | 4,74 %               | 0                |

### Députés

#### Nouvelle Démocratie
La liste de la Nouvelle Démocratie est en tête et obtient un siège.
| Rang | Nom                 | Nombre de voix |
| ---- | ------------------- | -------------- |
| 1    | Chrístos Staïkoúras | +12 463,       |

#### SYRIZA
La liste de la SYRIZA est deuxième et obtient un siège.
| Rang | Nom                  | Nombre de voix |
| ---- | -------------------- | -------------- |
| 1    | Vassílios Kyriakákis | +05 997,       |

#### Mouvement socialiste panhellénique
La liste du Mouvement socialiste panhellénique est troisième et obtient un siège.
| Rang | Nom             | Nombre de voix |
| ---- | --------------- | -------------- |
| 1    | Nikolaos Tsonis | +07 086,       |

#### Grecs indépendants
La liste des Grecs indépendants est quatrième et obtient un siège.
| Rang | Nom                | Nombre de voix |
| ---- | ------------------ | -------------- |
| 1    | Theodoros Chimaras | +02 910,       |

#### Aube dorée
La liste d'Aube dorée est cinquième et obtient un siège.
| Rang | Nom               | Nombre de voix |
| ---- | ----------------- | -------------- |
| 1    | Apostolos Glétsos | +05 012,       |

## Élections législatives de juin 2012

### Résultats
La circonscription de la Phthiotide élit cinq députés en juin 2012. Les sièges sont répartis à l'issue d'un scrutin proportionnel plurinominal avec prime majoritaire entre les listes ayant obtenu au moins 3 % des suffrages exprimés au niveau national.
102 687 électeurs se sont exprimés sur 153 810 inscrits, soit un taux de participation de 66,76 %. Parmi les seize listes candidates, deux listes obtiennent au moins un siège dans la circonscription.
| Rang | Liste                              | Nombre de voix | Pourcentage des voix | Nombre de sièges |
| ---- | ---------------------------------- | -------------- | -------------------- | ---------------- |
| 1    | Nouvelle Démocratie                | +33 848,       | 33,29 %              | 4                |
| 2    | SYRIZA                             | +24 864,       | 24,46 %              | 1                |
| 3    | Mouvement socialiste panhellénique | +13 900,       | 13,67 %              | 0                |
| 4    | Aube dorée                         | +07 772,       | 7,64 %               | 0                |
| 5    | Grecs indépendants                 | +07 555,       | 7,43 %               | 0                |
| 6    | Gauche démocrate                   | +05 067,       | 4,98 %               | 0                |
| 7    | Parti communiste de Grèce          | +03 425,       | 3,37 %               | 0                |

### Députés

#### Nouvelle Démocratie
La liste de la Nouvelle Démocratie est en tête et obtient quatre sièges.
| Rang | Nom                         |
| ---- | --------------------------- |
| 1    | Chrístos Staïkoúras         |
| 2    | Nikolaos Stavrogiannis      |
| 3    | Kostas Koutsogiannakopoulos |
| 4    | Eleni Makri-Théodorou       |

#### SYRIZA
La liste de la SYRIZA est deuxième et obtient un siège.
| Rang | Nom                  |
| ---- | -------------------- |
| 1    | Vassílios Kyriakákis |

## Élections législatives de janvier 2015

### Résultats
La circonscription de la Phthiotide élit cinq députés en janvier 2015. Les sièges sont répartis à l'issue d'un scrutin proportionnel plurinominal avec prime majoritaire entre les listes ayant obtenu au moins 3 % des suffrages exprimés au niveau national.
102 855 électeurs se sont exprimés sur 150 819 inscrits, soit un taux de participation de 68,20 %. Parmi les seize listes candidates, deux listes obtiennent au moins un siège dans la circonscription.
| Rang | Liste                              | Nombre de voix | Pourcentage des voix | Nombre de sièges |
| ---- | ---------------------------------- | -------------- | -------------------- | ---------------- |
| 1    | SYRIZA                             | +35 981,       | 35,73 %              | 4                |
| 2    | Nouvelle Démocratie                | +29 294,       | 29,09 %              | 1                |
| 3    | Aube dorée                         | +06 287,       | 6,24 %               | 0                |
| 4    | Grecs indépendants                 | +06 114,       | 6,07 %               | 0                |
| 5    | Parti communiste de Grèce          | +04 278,       | 4,25 %               | 0                |
| 6    | Teleia (el)                        | +04 152,       | 4,12 %               | 0                |
| 7    | La Rivière                         | +03 995,       | 3,97 %               | 0                |
| 8    | Mouvement socialiste panhellénique | +03 601,       | 3,58 %               | 0                |

### Députés
La répartition des sièges au sein de chaque liste élue dépend du nombre de voix obtenues individuellement par chaque candidat, suivant le système du vote préférentiel. Dans la circonscription de la Phthiotide, les listes peuvent comporter jusqu'à sept candidats. Les électeurs peuvent exprimer un vote préférentiel pour un maximum de deux candidats sur la liste pour laquelle ils votent.

#### SYRIZA
La liste de la SYRIZA est en tête et obtient quatre sièges.
| Rang | Nom                    | Nombre de voix |
| ---- | ---------------------- | -------------- |
| 1    | Vassilios Kyriakakis   | +13 719,       |
| 2    | Apostolos Karanastasis | +09 567,       |
| 3    | Dimitrios Vettas       | +07 704,       |
| 4    | Vassiliki Leva         | +05 883,       |

#### Nouvelle Démocratie
La liste de la Nouvelle Démocratie est deuxième et obtient un siège.
| Rang | Nom                 | Nombre de voix |
| ---- | ------------------- | -------------- |
| 1    | Christos Staïkouras | +14 537,       |